# Broad Channel (stacja metra)
Broad Channel – stacja metra nowojorskiego, na linii A i S. Znajduje się w dzielnicy Queens, w Nowym Jorku i zlokalizowana jest pomiędzy stacjami Howard Beach – JFK Airport, Beach 67th Street i Beach 90th Street. Została otwarta 28 czerwca 1956.